# حوادث نووية وإشعاعية

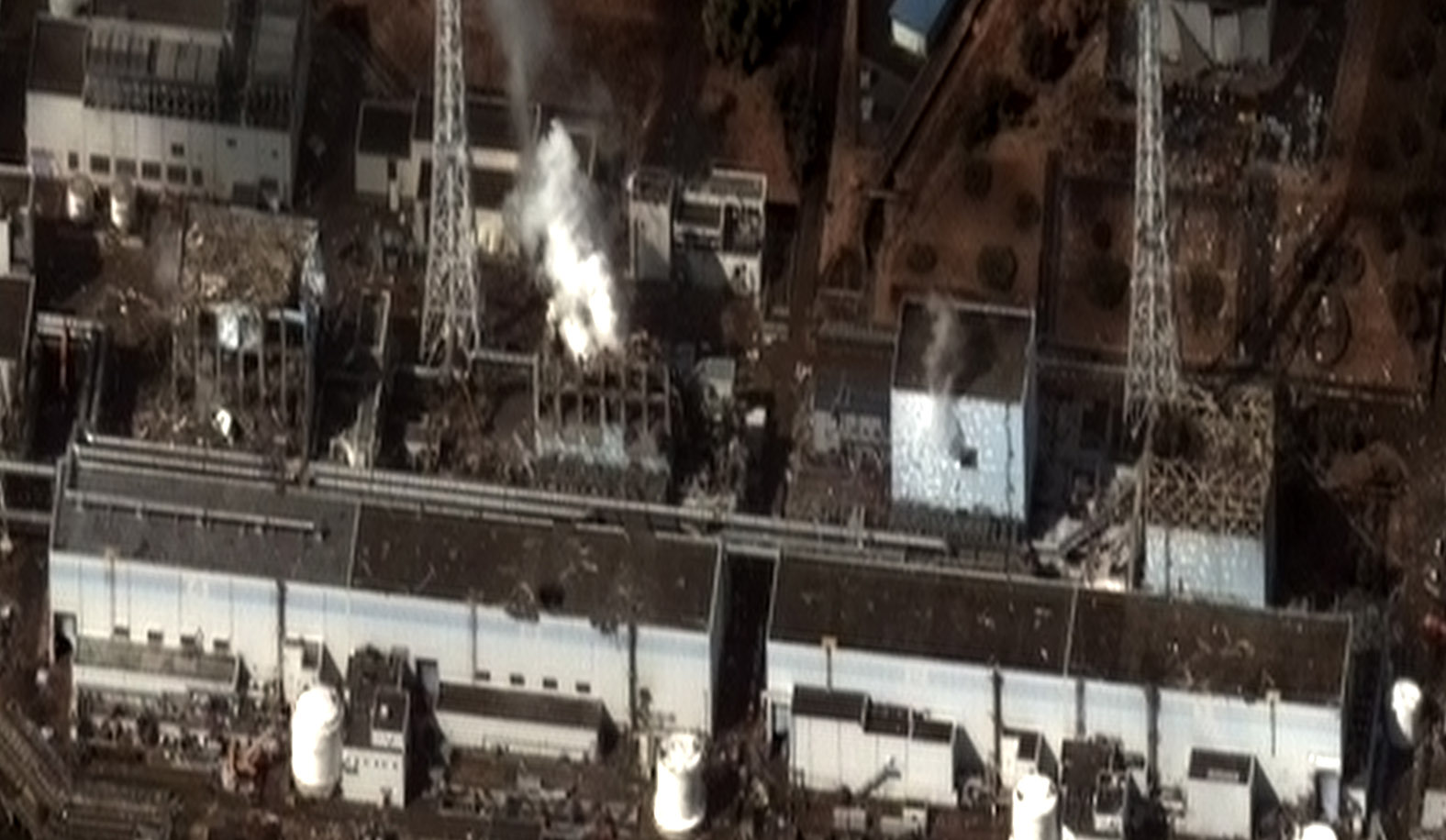
تسبب حادث فوكوشيما في عام 2011 في أغلاق الحكومة 54 مفاعل نووي لإنتاج الكهرباء، وحتى عام 2013 بقي محيط مفاعلات فوكوشيما شديد الإشعاع، وأخلي 160.000 شخص من السكان وصاروا يسكنون في مساكن أخرى مؤقتة. وستستغرق عمليات التنظيف أكثر من 40 سنة، وتقدر الخسائر المادية بعشرات المليارات من الدولار الأمريكي.

تُعرف الوكالة الدولية للطاقة الذرية الحوادث والأحداث النووية والإشعاعية بأن الحادثة هي حدث أدى إلى عواقب وخيمة على الناس أو البيئة أو المرافق. ومن الأمثلة على ذلك الآثار القاتلة على الأفراد، وتسريب نشاط الإشعاعي الكبير إلى البيئة، أو انصهار المفاعل الأساسي. والمثال الرئيس لهذهِ الحوادث النووية والإشعاعية هو الحادث الذي تضررت منهً البيئة حيث انطلقت منهً كميات كبيرة من المواد المشعة، كما حدث في كارثة تشيرنوبيل عام 1986.
وكان تأثير الحوادث النووية موضوع نقاش منذ إنشاء أول مفاعلات نووية في عام 1954، وكان عاملاً رئيسياً في الاهتمام العام بالمرافق النووية. وقد اعتمدت تدابير تقنية للحد من مخاطر الحوادث أو لتقليل مقدار النشاط الإشعاعي الذي انتشر في البيئة. واعتباراً من عام 2014، كان هناك أكثر من 100 حادثة نووية خطيرة أو حوادث من استخدام الطاقة النووية. وقد وقعت 57 حادثة منذ كارثة تشيرنوبيل، وحوالي 60٪ من جميع الحوادث ذات الصلة بالطاقة النووية وقعت في الولايات المتحدة الأمريكية. وهي تشمل الحوادث الخطيرة كما حصل لمحطات الطاقة النووية كارثة فوكوشيما وكارثة تشيرنوبيل، وحادث جزيرة الثلاثة أميال، وحادث ميم ثاء 1. ويمكن أن تنطوي حوادث الطاقة النووية على خسائر في الأرواح وتكاليف نقدية كبيرة لفقدان بيوت ومزارع ومنشآت صارت غير صالحة للسكن والاستعمال بسبب ارتفاع مستوى الإشعاع فيها، وتكلفة أعمال الإصلاح - إذا كانت هناك إمكانية لاستخدامها ثانيا.
وتشمل الحوادث الأساسية للغواصات التي تعمل بالطاقة النووية وغيرها من الحوادث الحرجة K-19 (1961) وK-11 (1965) وK-27 (1968) وK-140 (1968) وK-429 (1970) و(1980) K-222، و(1985) K-431. وتشمل حوادث الإشعاع الخطيرة كارثة كيشتيم، ونيران ندسكيل، وحادث العلاج الإشعاعي في كوستاريكا، وحادث العلاج الإشعاعي في سرقسطة وغيرها.

## حوادث نووية وإشعاعية

### حوادث حرجة
يحصل الحادث الحرج، يُشار إليه أحيانًا باسم «انحراف المفاعل النووي» أو «قفزة الاستطاعة»، عندما  يحدث تفاعل التوالد النووي بشكل عرضي في المادة الانشطارية مثل اليورانيوم المخصب أو البلوتونيوم. لا تُعتبر كارثة تشيرنوبل على الصعيد العالمي بأنها مثال على الحادث الحرج، والسبب في ذلك هو أنها حدثت في مفاعل التشغيل في محطة توليد الكهرباء. كان من المفترض أن يكون المفاعل في حالة حرجة مضبوطة لكن تفاعل التوالد أصبح خارجًا عن السيطرة. تسببت هذه الحادثة في دمار المفاعل وجعلت منطقة جغرافية كبيرة غير صالحة للسكن. حصل حادث أصغر في مدينة ساروف الروسية، حيث تعرض تقني للأشعة بينما كان يعمل على اليورانيوم عالي التخصيب أثناء تحضيره لتجربة تشمل مجالًا من المواد الانشطارية. تُثير حادثة ساروف الاهتمام لأن النظام بقي في حالة حرجة استمرت لعدة أيام قبل أن يصبح إيقافه ممكنًا، علمًا أنه كان في مأمن ضمن بهو تجارب محمي. تُعتبر حادثة ساروف بأنها محدودة النطاق فكان عدد قليل من الناس عرضة للخطر، ولم تتسرب أية إشعاعات إلى البيئة. وقع حادث حرجي في عام 1999 في توكاي (إيباراكي) أثناء إنتاج وقود اليورانيوم المخصب، وفي هذا الحادث، كان هناك تسرب محدود خارج الموقع من أشعة غاما والإشعاع النتروني بالإضافة إلى تحرر طفيف للنشاط الإشعاعي. فارق عاملان الحياة، وأُصيب ثالث بأذية دائمة بينما تعرض 350 مواطن للأشعة. في عام 2016، نقلت التقارير وجود حادث حرجي في «مرفق الاختبار الحرج أفريكانتوف أو كي بي إم» في روسيا.

### حرارة الاضمحلال
تحصل حوادث حرارة الاضمحلال عندما تتسبب الحرارة الناجمة عن الاضمحلال الإشعاعي بالضرر. في المفاعل النووي الكبير، يُمكن لحادثة فقدان المبرد أن تؤذي قلب المفاعل النووي، فمثلًا في محطة التوليد النووية في جزيرة ثري مايل، أُطفئ مفاعل الماء المضغوط بسرعة وتُرك لفترة من الزمن من دون مياه التبريد. نجم عن الأمر ضرر في الوقود النووي وانصهار جزئي في قلب المفاعل النووي. تُعتبر إزالة حرارة الاضمحلال من أبرز أخطار سلامة المفاعل، وعلى وجه الخصوص في الوقت القصير بعد توقف المفاعل. قد يؤدي الفشل في إزالة حرارة الاضمحلال إلى ارتفاع حرارة قلب المفاعل النووي إلى مستويات خطيرة والتسبب بحوادث نووية. تُزال الحرارة عادةً عبر العديد من الأنظمة المتنوعة وتنتهي إلى «مصرف نهائي للحرارة»، ويتمتع هذا المصرف بسعة كبيرة من دون أن يتطلب قدرة فعالة، وذلك على الرغم من استخدام هذه الطريقة بعد انخفاض حرارة الاضمحلال إلى حد صغير جدًا. كان السبب الرئيسي في إطلاق النشاط الإشعاعي في حادثة جزيرة ثري مايل هو وجود صمام التنفيس الدليلي على الحلقة الأساسية العالقة في موضع الفتح. أدى ذلك إلى تمزق خزان زيادة التدفق، الذي تنصرف إليه الحرارة، وتحرير كميات كبيرة من مياه تبريد النشاط الإشعاعي في بناء الاحتواء النووي.
في عام 2011، تسبب زلزال وتسونامي في فقدان الطاقة الكهربائية في محطة فوكوشيما النووية الأولى لتوليد الطاقة في اليابان. تعسرت إزالة حرارة الاضمحلال وارتفعت حرارة قلب المفاعل النووي في الوحدات الأولى والثانية والثالثة لتصل إلى درجات قصوى تسببت بانصهار الوقود النووي وتشقق أبنية الاحتواء. تسربت المواد المشعة من المحطة لتصل إلى الغلاف الجوي والمحيط.

### النقل
قد تتسبب حوادث النقل في إطلاق النشاط الإشعاعي وهو ما ينجم عنه تلوث الجدار الوقائي أو تضرره فيحدث الإشعاع المباشر. في كوتشابامبا، كان هناك خلل في مجموعة تصوير شعاعي بأشعة غاما فنُقلت على متن حافلة ركاب. كانت أشعة غاما خارج الحماية ووصلت لبعض ركاب الحافلة.
في المملكة المتحدة، اتضح في قضية قضائية أنه في مارس من عام 2002 نُقل مصدر للعلاج بالأشعة من ليدز إلى مجمع سيلافيلد النووي وكانت حمايته معطوبة. كان هناك فتحة في أسفل غلاف الحماية. يُعتقد أنه لم يتضرر أي شخص بشكل خطير من تسرب الأشعة.
في السابع عشر من يناير عام 1966، اصطدمت طائرتان من نوع بوينغ كيه سي -135- وبي-52 ستراتوفورتريس في بالوماريس ألمريا في إسبانيا. سُمي الحادث باسم «السهم المكسور» ويعني ذلك أن الحادث يحوي سلاحًا نوويًا لا يشكل خطرًا حربيًا.

### عطل المعدات
يعتبر تعطل المعدات من الحوادث المحتملة. في بياويستوك بولندا عام 2001، تعطلت الأجهزة الإلكترونية المتعلقة بمسرع الجسيمات المستخدم لعلاج السرطان. أدى ذلك إلى تعرض مريض واحد على الأقل لكمية مفرطة من الأشعة. كان هناك عطل أولي بسيط في ثنائي المساري شبه الموصل، لكنه سبّب سلسلة من الأحداث التي أدت إلى إصابة إشعاعية.
يُعد تعطل برمجية التحكم من الأسباب المرتبطة بهذه الحوادث، مثلما هو الحال في معدات ثيراك 25 للعلاج الطبي بالأشعة، حيث كشف التخلص من تشابك سلامة الأجهزة في نموذج تصميم جديد خللًا في برمجية التحكم لم يُكتشف في السابق، وكان من الممكن أن يؤدي هذا الخلل إلى تلقي المرضى لجرعات مفرطة للغاية ضمن ظروف محددة.

### الخطأ البشري
تُعزى العديد من الحوادث النووية الكبرى إلى خطأ المشغل أو الخطأ البشري. كان من الواضح أن الأمر ينطبق على تحليل كارثة تشيرنوبل وحادثة جزيرة ثري مايل. في كارثة تشيرنوبل، أُجريت عملية تجريبية قبل الحادثة. سمح مشرفو الاختبار للمشغلين بتعطيل وتجاهل دارات الحماية الرئيسية والإنذارات التي كان من شأنها إيقاف المفاعل بشكل طبيعي. أما في حادثة جزيرة ثري مايل، سمح المشغلون بخروج آلاف الغالونات من المياه من محطة المفاعل، وذلك قبل أن يلاحظوا أن مضخات التبريد لم تكن تعمل بالشكل الطبيعي. بالتالي أُوقفت مضخات التبريد لحمايتها فتدمر المفاعل النووي لغياب التبريد فيه.
أظهر تحقيق مفصل عن المفاعل الثابت 1 أن أحد المشغلين (ربما عن غير قصد) قد سحب بيده قضيب التحكم المركزي (يبلغ وزنه 84 باوند أي ما يعادل 38 كيلو غرام) بمقدار 26 إنشًا أكثر من الحد المطلوب لعملية الصيانة، وهو نحو 4 إنشات.
أجرت مفوضية الطاقة الذرية في فرنسا تقييمًا وخلصت إلى أنه لا يوجد أي قدر من الابتكار التقني من شأنه تقليل الخطر الذي يسببه الإنسان بما يرتبط بتشغيل محطات الطاقة النووية. يُعد نوعان من الأخطاء بخطورة قصوى وهما: الأخطاء المرتكبة أثناء العمليات الميدانية مثل الصيانة والتجريب، فمن الممكن أن تتسبب بحادث، أما النوع الثاني من الأخطاء فهو أخطاء البشر أثناء الحوادث الصغيرة التي تتعاقب لإكمال العطل.
في عام 1946، أجرى عالم الفيزياء الكندي في مشروع مانهاتن، لويس سلوتن، تجربة محفوفة بالخطر اسمها «مداعبة ذيل التنين»، واشتملت التجربة على نصفي كرة من البيريليوم العاكس للنيوترون وُضعا حول نواة البلوتونيوم لجعلها في حالة حرجة. فُصل نصفي الكرة باستخدام مفك براغي فقط وهو ما يخالف إجراءات التشغيل. انزلق مفك البراغي وتسبب بحدوث تفاعل توالد لحادث حرجي فامتلأت الغرفة بإشعاعات خطيرة وضوءٍ أزرق ساطع (ناجم عن عودة جزيئات الهواء المؤينة المثارة إلى حالة عدم الاستثارة). تصرف سلوتن بشكل انعكاسي وفصل نصفي الكرة بعد الوميض الحار والضوء الأزرق، فمنع حصول المزيد من الإشعاع للعمال المساعدين ضمن نفس الغرفة. على أية حال، امتص سلوتن جرعة قاتلة من الإشعاع وفارق الحياة بعد تسعة أيام. سُميت كتلة البلوتونيوم البغيضة المستخدمة في التجربة باسم قلب الشيطان.